# Мотина Балка
Мотина Ба́лка — село в Україні, у Девладівській сільській громаді Криворізького району Дніпропетровської області.
Населення — 45 мешканців.

## Географія
Село Мотина Балка знаходиться на відстані 1 км від сіл Володимирівка і Зав'ялівка. По селу протікає пересихаючий струмок з загатою. Поруч проходить залізниця, станція Зав'ялівка за 1,5 км.

## Населення

### Мова
Розподіл населення за рідною мовою за даними перепису 2001 року:
| Мова       | Відсоток |
| ---------- | -------- |
| українська | 95,6 %   |
| білоруська | 2,2 %    |
| російська  | 2,2 %    |

## Інтернет-посилання
- Погода в селі Мотина Балка [Архівовано 21 грудня 2011 у Wayback Machine.]

1. ↑  Рідні мови в об'єднаних територіальних громадах України — Український центр суспільних даних